# St. Barbara (Dorstfeld)

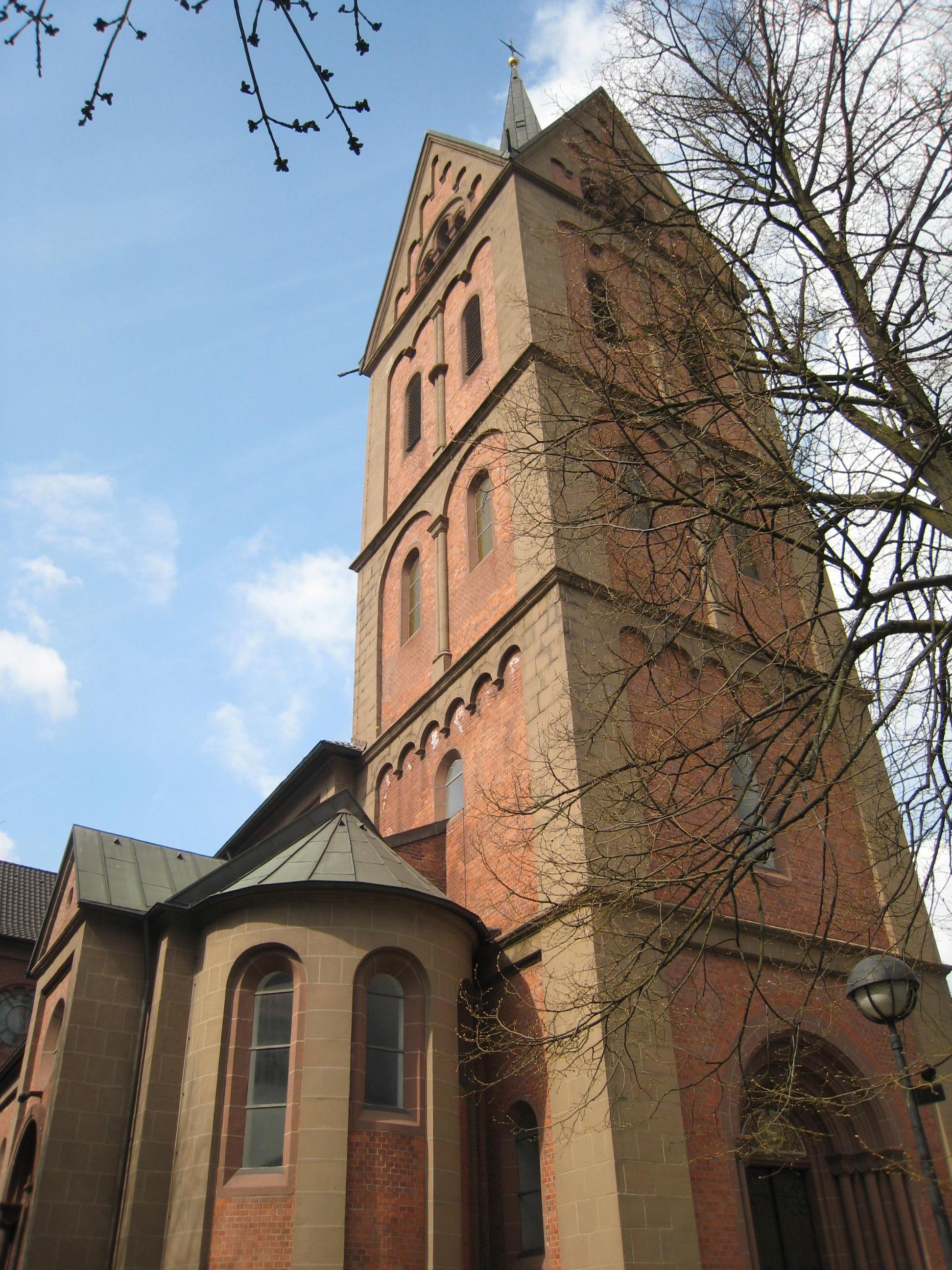
St. Barbara, Ostturm

Die römisch-katholische Pfarrkirche St. Barbara befindet sich im Dortmunder Stadtteil Dorstfeld in Nordrhein-Westfalen. Die dem Patrozinium der Barbara von Nikomedien unterstellte Kirche wurde von 1895 bis 1896 von Baumeister Lambert von Fisenne gebaut.

## Geschichte
Dorstfeld war kirchlich über 1000 Jahre lang eng mit Huckarde verbunden, wo sich ein katholisches Gotteshaus befand. Als die Freie Reichsstadt Dortmund die Reformation annahm, wurde der größere Teil der Dorstfelder evangelisch. Ein kleiner Teil blieb katholisch und besuchte weiterhin den katholischen Gottesdienst in Huckarde. Mit der Industrialisierung im 19. Jahrhundert wurden in Dorstfeld Großzechen gebaut und viele Arbeiter aus katholischen Gebieten zogen nach Dorstfeld, so dass die Zahl der Katholiken stark anwuchs. 1887 lebten hier 1646 Katholiken. Ein Kirchbauverein mit dem Pfarrer von Huckarde bereitete die Neuerrichtung einer Pfarrei und die Errichtung einer Pfarrkirche vor. 1886 kam der erste katholische Seelsorger Franz-Friedrich Becker als Vikar nach Dorstfeld. 1890 folgte ihm Thomas Krämer, der 1893 erster Pfarrer von Dorstfeld wurde und dort 42 Jahre als Priester wirkte. In seine Amtszeit fällt die Gründung der Pfarrei am 3. Februar 1893, der Neubau der Pfarrkirche, die Errichtung des Pfarrhauses, der Aufbau einer Schwesternstation mit Schwestern der Kongregation vom Hl. Vinzenz von Paul aus Paderborn (Vinzentinerinnen) und die Abpfarrung der neuen Pfarrei St. Karl Borromäus in Oberdorstfeld im Jahr 1921. Pfarrer Krämers Grabstätte auf dem Alten Dorstfelder Friedhof wird bis heute von der Gemeinde gepflegt.
In den letzten Kriegstagen des Zweiten Weltkriegs wurde die Pfarrkirche stark zerstört, da im Turm ein Maschinengewehr in Stellung gebracht wurde. Sie wurde in den Jahren 1948/49 wieder aufgebaut. Die hohe Kirchturmspitze, die den Luftangriffen des Zweiten Weltkriegs zum Opfer fiel, konnte erst 1967 durch eine kleinere Spitze ersetzt werden. 1974 folgte eine Außen- und Innenrenovierung unter Pfarrer Josef Frühauf (Pfarrer in St. Barbara von 1948 bis 1976). Parallel wurde durch Abriss der sanierungsbedürftigen Wohnbebauung in der Teutoburger Straße das Kirchengebäude optisch freigestellt. Das Kirchenumfeld wurde neu gestaltet und der Kirchplatz erweitert. Die endgültige nachkonziliare Chorraumumgestaltung wurde von Pfarrer Josef Sickart (Pfarrer in St. Barbara von 1976 bis 1998) mit Altar, Kanzel und Ambo vorgenommen.
Seit dem 1. Januar 2002 bildete die Pfarrei St. Barbara einen Pastoralverbund mit der Pfarrei St. Karl Borromäus in Oberdorstfeld. Seit 2014 ist sie Teil des Pastoralverbundes am Revierpark mit der Gemeinde in Oberdorstfeld, den Gemeinden in Huckarde und Kirchlinde-Rahm.

## Architektur und Ausstattung
Die Pfarrkirche St. Barbara ist eine dreischiffige neuromanische Basilika mit Querschiff und hohem Ostturm. Pläne, zwei Osttürme zu errichten, waren schon so weit gediehen, dass heute noch Fundamente zu finden sind. Schließlich wurde ein wuchtiger Ostturm mit vier Etagen errichtet. In der obersten Etage befindet sich der Glockenstuhl.
Die Kirche ist aus Dorstfelder Ziegel gebaut worden und durch Sandsteinfassungen und Ornamente gegliedert. Diese wurden 2012 aufwändig saniert. Die neue Farbgebung der Sandsteinfassungen und der Mauerfugen am Turm erinnern an die Zerstörungen im Zweiten Weltkrieg.

### Altäre
Die Kirche ist mit drei Sandsteinaltären ausgestattet: der Hauptaltar in der Apsis des Chorraums ist ein Werk des Bildhauers Anton Hellweg aus Paderborn. Zentrale Motive des Altares sind die Darstellungen der Brotvermehrung und der Hochzeit zu Kana. Diese eucharistischen Darstellungen werden durch die vier Lateinischen Kirchenväter Augustinus, Hieronymus, Ambrosius und Gregor den Großen eingerahmt. Der Altar wird durch eine figürliche Darstellung des Pelikans gekrönt, die mit dem Opferlamm unter der Mensa des Altares korrespondiert. Unter der Mensa befinden sich außerdem gemalte Darstellungen der Propheten: Jesaja, Jeremia, Ezechiel und Hosea. Über der Mensa befindet sich der Tabernakel und daneben kleine Porträts der zwölf Apostel.
Im linken Seitenschiff zeigt der Marienaltar von Anton Hellweg die Krönung der Gottesmutter nach ihrer leiblichen Aufnahme in den Himmel, den Besuch Marias bei Elisabet und die Entschlafung Mariens.
Im rechten Seitenschiff befindet sich der Josefsaltar von Ludwig Braun, der den heiligen Josef mit dem Knaben Jesus auf dem Arm und in einer weiteren Darstellung Jesus in der Werkstatt Josefs zeigt. Außerdem wird der Lobgesang des Simeon gezeigt.
Der Hochaltar stammt aus der Erbauungszeit der Kirche, ebenso die Retabelaufbauten der Seitenaltäre. Die Mensen der Seitenaltäre existierten bereits in der vorher genutzten Notkirche.
Außerdem befindet sich im Eingang der Kirche unter der Orgelempore ein Holzaltar mit einer Ikone der Gottesmutter Maria mit Kind („Immerwährende Hilfe“).

### Geläut
Ursprünglich hatte die Kirchengemeinde im Jahre 1896 drei Bronzeglocken der Glockengießerei Otto erworben. Diese wurden im Ersten Weltkrieg als „hervorragendes Geläut“ beurteilt und blieben daher zunächst verschont, 1942 sind allerdings die beiden größeren Glocken aufgrund des Zweiten Weltkrieges beschlagnahmt, im Turm zerschlagen und eingeschmolzen worden. Die kleinere Glocke war stark beschädigt und wurde 1951 als Anzahlung für das neue Geläut verkauft. 1953 wurden vier neue Gussstahlglocken vom Bochumer Verein erworben. Die drei großen Glocken sind nach den Vornamen der bis dahin tätigen Priester in Dorstfeld benannt: Thomas, Bernhard und Josef. Die kleinste Glocke ist der Jungfrau Maria gewidmet. Geläutet wird täglich um 7, 12 und 19 Uhr zum Angelusgebet mit der St.-Bernhard-Glocke und der St.-Josef-Glocke, des Weiteren erklingen die Glocken St. Bernhard, St. Josef und St. Maria im Teilgeläut bis zu 15 Minuten vor den Gottesdiensten. Die St.-Thomas-Glocke wird für den Stundenschlag eingesetzt und darüber hinaus in aller Regel nur zu Hochfesten – je nach Anlass im Plenum oder einzeln – geläutet. Die St.-Maria-Glocke dient zusätzlich für den Viertelstundenschlag.
| Nummer | Name         | Durchmesser (mm) | Masse (kg) | Schlagton | Inschrift |
| 1      | St. Thomas   | 1.800            | 2.196      | h0        | STE. THOMAS APOST. †† CONFORTA NOS IN FIDE †† IN MEM. THOMAS CRAEMER † PRIM. PAR. IN DORSTFELD 1890 - 1932                                      |
| 2      | St. Bernhard | 1.510            | 1.303      | d1        | STE. BERNARDE †† CONVOCA POPULUM DEI †† IN MEM. BERNHARD SIEWECKE † PAR. IN DORSTFELD 1932 - 1937                                               |
| 3      | St. Josef    | 1.350            | 948        | e1        | STE. JOSEF †† PROTEGE ECCLESIAM DEI †† IN MEM. JOSEF GIES † PAR. IN DORSTFELD 1937 - 1948                                                       |
| 4      | St. Maria    | 1.180            | 613        | fis1      | REGINA PACIS †† EXORA NOBIS PACEM †† ECCLESIAE STAE. BARBARAE † IN DORTMUND-DORSTFELD † AEDIFICATA 1895/6 † DIRUTA 1945 † REAEDIFICATA 1948/9 † |

Das Schlagwerk für das Angelusläuten und den viertelstündlichen Uhrschlag wurde 2011 aufgrund eines hohen Schadbestandes im Glockenturm außer Betrieb genommen. Aus finanziellen Gründen konnte erst im Frühjahr 2018 eine Sanierung der Läuteanlage veranlasst werden, welche innerhalb von geplanten drei Monaten durchgeführt werden sollte. Dabei wurden unter anderem die Klöppel neu bronziert, Schäden an den Glocken repariert und neu lackiert, ferner wurden neue Glockenjoche verbaut. Das alte Läutewerk wurde durch eine moderne funkgesteuerte Läuteanlage der HEW ersetzt. Seit September 2018 sind die Glocken wieder voll funktionsfähig im Betrieb.

### Orgel
Die Orgel und deren Prospekt von der Firma Gebrüder Stockmann aus Werl stammen aus dem Jahr 1905.

### Weiteres

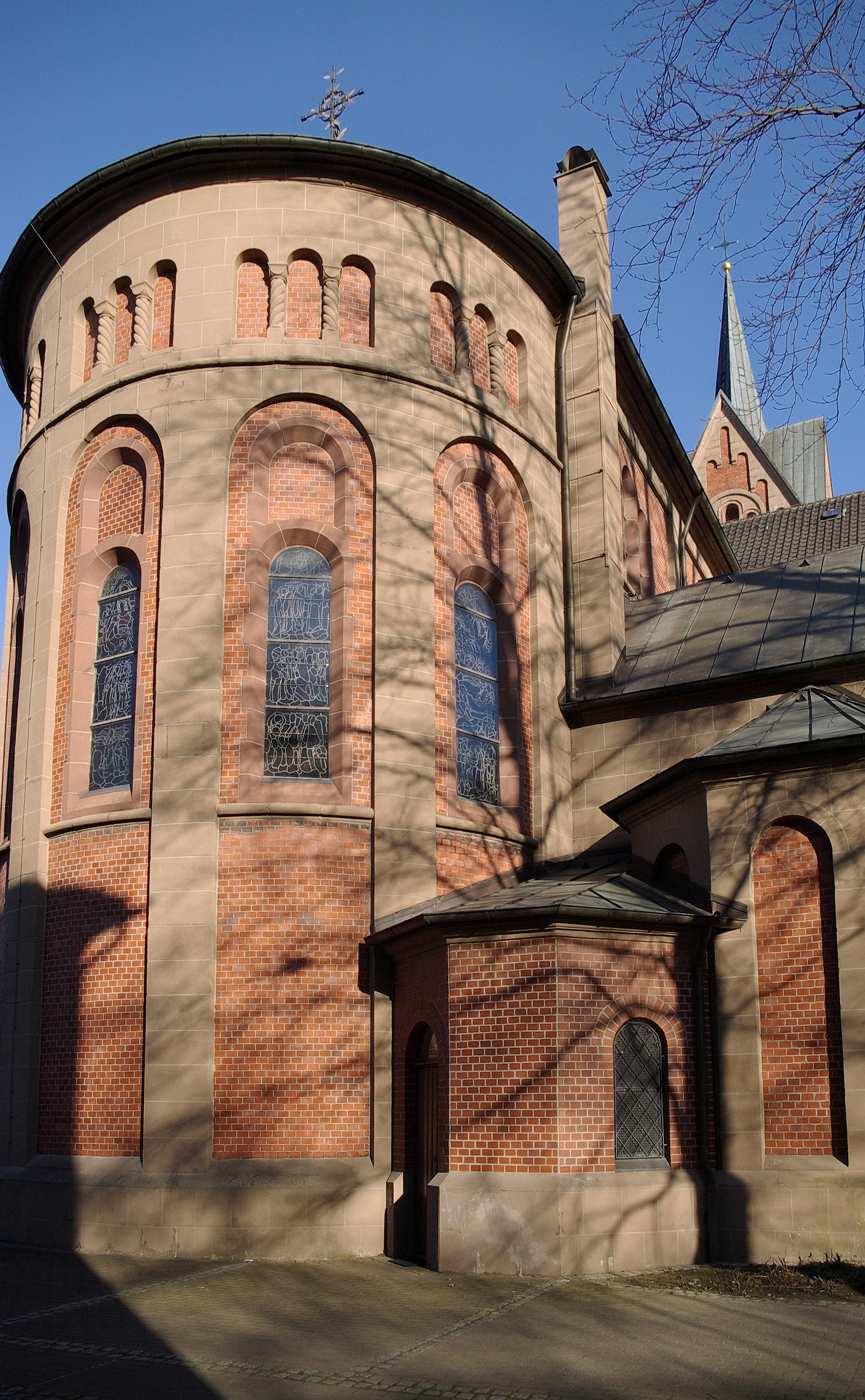
Apsis der Kirche

In den Jahren 1995/96 wurde die Kirche von innen aufwändig saniert und farblich gestaltet. Die Fenster sind in unterschiedlichen Phasen von 1974 bis in die 1990er Jahre geschaffen worden. Die fünf Fenster in der Apsis zeigen das Leiden und die Auferstehung Jesu Christi. Sie sind von Wilhelm Buschulte. Die Fenster im Querhaus und den Seitenschiffen zeigen Darstellungen aus dem Alten und Neuen Testament und sind vom Glasmaler Hubert Spierling gestaltet.
In den Kreuzweg aus den 1930er Jahren von Paul Rudolf Kruse ist eine Pietà aus dem Jahr 1886 integriert. Die Barbarafigur auf der rechten Seite des Altarraums ist wahrscheinlich, wie der Taufstein der Kirche, in der Erbauungszeit der Kirche geschaffen worden.
Im hinteren rechten Seitenschiff befindet sich ein Erinnerungs- und Mahnort an die getöteten und vermissten katholischen Dorstfelder Soldaten der beiden Weltkriege.